# Maros Dezső
Maros Dezső (Hátszeg, 1920. szeptember 30. – Kolozsvár, 2011. december 6.) romániai magyar gépészmérnök, egyetemi tanár, a Magyar Tudományos Akadémia külső tagja.

## Életútja
1939-ben Petrozsényben érettségizett, majd 1943-ban a budapesti József Nádor Műszaki és Gazdaságtudományi Egyetemen szerzett gépészmérnöki oklevelet, ezzel párhuzamosan matematikai tanulmányokat is folytatott. 1943–1944-ben a budapesti Ganz Gépgyárban, majd 1944–1950-ben a kolozsvári Dermata Bőr- és Cipőgyárban dolgozott üzemmérnökként, majd főgépészként. Ezzel párhuzamosan 1947-től a kolozsvári Politechnikai Intézet alegységeként létesített Villamos- és Gépipari Almérnöki Intézetben tanított. Végigjárta az egyetemi ranglétrát, 1950-től egyetemi docensként, 1966-tól pedig egyetemi professzorként végezte oktatómunkáját, a Műszaki Egyetem professor emeritusaként ment nyugdíjba 1986-ban. Egyetemi pályafutása alatt 1953 és 1956 között az egyetem tanulmányi igazgatói, 1956 és 1960 között pedig a gépészmérnöki kar dékáni tisztét töltötte be. Az ő vezetése alatt két laboratóriumot hoztak létre, amelyekhez a berendezéseket saját maga tervezte. Az oktatási munka segítésére tizenegy jegyzetet illetve laboratóriumi segédletet készített. 1957-től 1972-ig pedig műszaki egyetemi katedrája mellett a kolozsvári Számítástechnikai Kutatóintézet tudományos főmunkatársaként is tevékenykedett.

## Munkássága
Fő kutatási területe a több szabadságfokú mechanizmusok kinematikája és dinamikája, behatóan foglalkozott a fogaskerekes hajtások elméletével és gyártási technológiájának kérdéseivel. Több módszertani újítás bevezetése fűződik a nevéhez, így egyebek mellett kimutatta, hogy az ún. kinematikai párokra jellemző geometriai kényszerfüggvények alkalmasak a mechanizmus helyzetmátrixának felírására. A kitérő tengelyű csiga hordképének lokalizálására sajátos mátrixos számítási módszert dolgozott ki. A fogaskerékpárok kapcsolódáselméletét vizsgálva sikerrel általánosította a fogfelületek kapcsolódását, s ennek köszönhetően szimulálhatóvá tette a gyártási-összeszerelési paraméterek megváltoztatását. 1970-ben a műszaki tudományok doktora lett a kapcsolás általános alaptörvényéről szóló dolgozatával. Több mint száz szaktanulmánya jelent meg, tizenegy bejegyzett találmányát a gépiparban alkalmazzák. A rendszerváltás után az Erdélyi Magyar Műszaki Tudományos Társaság által kiadott Műszaki Szemle szerkesztőbizottságának tagjaként tevékenykedett.

## Társasági tagságai és elismerései
1954-ben a Munka Érdemrenddel (Ordinul Muncii) tüntették ki. 1993-ban a Magyar Tudományos Akadémia külső tagjává választották. Ugyancsak 1993-ban vehette át a Budapesti Műszaki Egyetem, 1999-ben pedig a kolozsvári Műszaki Egyetem díszoklevelét, majd 2001-ben ez utóbbi tanintézmény díszdoktorává avatták. 1999 óta a Román Műszaki Tudományos Akadémia gépészmérnöki tagozatának tagja. 2005-ben Kolozsvár díszpolgára címmel, 2008-ban a Magyar Mérnöki Kamara Gépészeti Tagozatának Botka Imre-díjával tüntették ki.

## Főbb művei

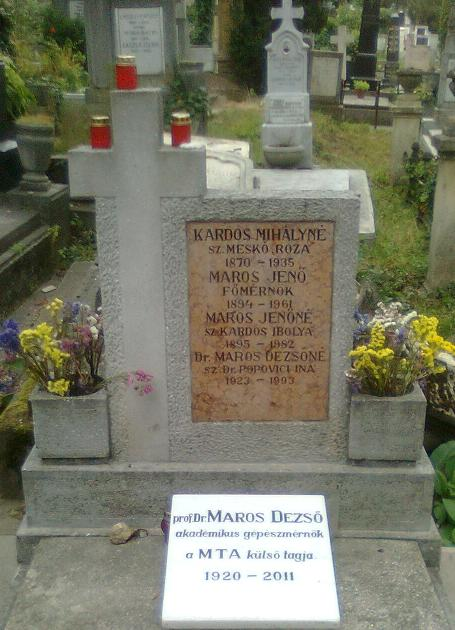
Sírja a Házsongárdi temetőben

- Teoria mecanismelor și mașinilor: Cinematica și dinamica mecanismelor. [A mechanizmusok és gépek elmélete: A mechanizmusok kinematikája és dinamikája.] București: Tehnică. 1958.
- Cinematica roților dințate. [A fogaskerekek kinematikája.] București: Tehnică. 1958.
- Angrenaje melcate: Monografii, organe și mașini. [Csigahajtások.] Killmann Viktorral és Rohonyi Vilmossal. București: Tehnică. 1966.
- Curs de teoria mecanismelor și mașinilor. [Tankönyv a gépek és a mechanizmusok elméletéről.] Kolozsvár 1966.
- Csigahajtások. Killmann Viktorral és Rohonyi Vilmossal. Budapest: Műszaki. 1970.
- Echilibrarea rotorilor. [Forgótestek kiegyensúlyozása.] Cluj-Napoca: IPCN. 1979.
- Mecanisme. [Mechanizmusok.] Cluj-Napoca: IPCN. 1980.
- Analiza numerică a cinematicii mecanismelor cu bare. [Rudazatos mechanizmusok kinematikájának numerikus analízise]. Cluj-Napoca: IPCN. 1981.
- Calcule numerice în studiul mecanismelor plane. [Numerikus módszerek a síkbeli mechanizmusok tanulmányozásában] Cluj-Napoca: Dacia. 1986.
- Calculul numeric al mecanismelor plane [Síkbeli mechanizmusok numerikus módszerei.] Cluj-Napoca: Dacia. 1987.